# 瓦西里二世 (莫斯科)

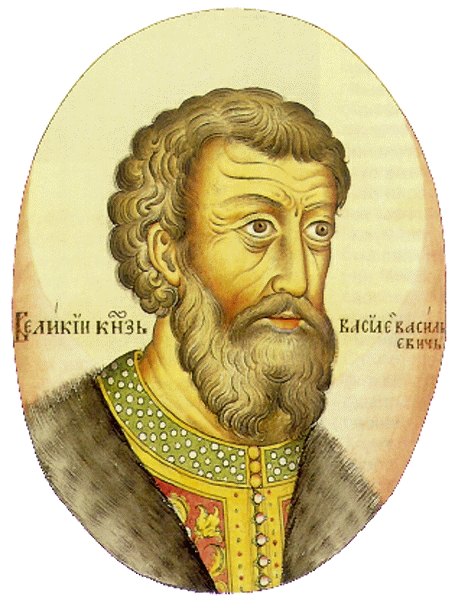
瓦西里二世·瓦西里耶维奇

瓦西里二世·瓦西里耶维奇（失明大公）（俄语：Василий II Васильевич Тёмный，1415年3月10日—1462年3月27日），是一位莫斯科大公國大公（1425年~1433年，1433年~1434年，1434年~1445年，1445年~1446年，1447年~1462年）。
瓦西里二世是莫斯科大公瓦西里一世·德米特里耶维奇之子，母亲为立陶宛大公維陶塔斯的女儿索菲娅。
瓦西里二世在位时期，俄国经历了一场长期的封建内战。这场内战是封邑王公们对莫斯科大公的中央集权政策的最后一次大规模反抗。瓦西里二世的敌人是由有势力的封邑王公组成的联盟，为首的是他的叔父、加利奇王公尤里·德米特里耶维奇，后来则是尤里·德米特里耶维奇的两个儿子瓦西里·科索伊和德米特里·舍米亚卡。
早在瓦西里一世去世时，尤里·德米特里耶维奇就企图攫取莫斯科大公的公位；只是由于瓦西里二世的外祖父維陶塔斯的干涉，他才未能得逞。当维托夫特在1430年去世后，尤里·德米特里耶维奇设法从金帐汗国获得了大公封诰。但金帐汗本人并不支持尤里·德米特里耶维奇。尤里·德米特里耶维奇于是召集军队，在内奸的帮助下打败了瓦西里二世，夺取了莫斯科（1433年）。瓦西里二世被赶到科洛姆纳去当王公，不过他很快就发动反击，将尤里·德米特里耶维奇赶下台。不久，瓦西里·科索伊和德米特里·舍米亚卡再次打败了瓦西里二世。瓦西里二世被迫到金帐汗那里去避难，于是尤里·德米特里耶维奇又登上了大公宝座。1434年尤里·德米特里耶维奇死后，他的两个儿子之间发生了内讧。瓦西里·科索伊进入莫斯科并宣称自己为大公，这导致德米特里·舍米亚卡与瓦西里二世形成了一个短暂的联盟。瓦西里二世和舍米亚卡打败了瓦西里·科索伊，并将他弄瞎。
打败瓦西里·科索伊之后，瓦西里二世恢复了大公权力，德米特里·舍米亚卡则回到加利奇去当王公。这时蒙古-鞑靼人又成了新的问题。1440年代金帐汗国在长期内讧之后瓦解，它分裂成几个小的汗国：喀山汗国，卡西姆汗国，阿斯特拉罕汗国和克里米亚汗国。这些汗国的力量都不再强于俄国，但它们仍然时常进袭。瓦西里二世在1445年被喀山汗国打败并被俘，德米特里·舍米亚卡乘机夺取了莫斯科。在瓦西里二世被以巨额赎金赎回后，他被不愿放弃权力的舍米亚卡弄瞎了眼睛（1446年，“失明大公”的绰号正是由此而来）。然后，他被赶到沃洛格达去当王公。但是，瓦西里二世迅速地集合起支持者，夺回了大公公位。
瓦西里二世并没有取得完全的胜利，因为舍米亚卡在自己的领地加利奇还有很强的力量，并且得到诺夫哥罗德封建共和国的支持，特维尔也一度支持过他。还有一些希望抑制莫斯科势力的公国则持观望态度。由于瓦西里二世还必须与喀山汗国作战，战争的形势变得更加复杂。但到了1450年代初，他终于获得全面胜利：莫斯科大公的中央集权政策受到贵族和城市居民的支持。瓦西里二世于1453年攻陷加利奇，迫使德米特里·舍米亚卡出逃；舍米亚卡最后在诺夫哥罗德被毒死，其子则幸运地逃到了立陶宛。对蒙古各汗国的战争也取得了进展：鞑靼人在1451年和1454年两次攻到莫斯科，但1459年瓦西里二世的儿子伊凡·瓦西里耶维奇（后来的伊凡三世）打败了他们，后来又于1460年在梁赞再次打败他们。
瓦西里二世统治时期，几乎全部废除了莫斯科大公国内部的独立封建领地。诺夫哥罗德、维亚特卡和普斯科夫等共和制城邦的独立性受到削弱：诺夫哥罗德在1441年、1456年和1460年三次遭到瓦西里二世的征讨，维亚特卡则在1457年遭到征讨。这些远征迫使各城邦承认自己是莫斯科大公的附庸。苏兹达尔-下诺夫哥罗德公国实际上被并入了莫斯科大公国。
俄罗斯东正教会大力支持瓦西里二世。俄国教会拒绝接受1439年佛罗伦萨大公会议宣布的东正教同天主教合并的决定，为自己留下了更大的活动空间。1448年，瓦西里二世任命俄国人、梁赞大主教约拿为莫斯科都主教，这标志着俄国教会正式脱离君士坦丁堡牧首的管辖而实行自治，提高了俄国的国际地位。
瓦西里二世于1462年去世，遗体安葬于莫斯科天使长大教堂。

## 家庭
瓦西里二世的妻子是博罗夫斯克王公雅罗斯拉夫·弗拉基米罗维奇的女儿玛丽娅，两人在1433年结婚。他们的子女包括：
- 尤里·瓦西里耶维奇，夭折
- 伊凡三世·瓦西里耶维奇，继承大公公位
- （小）尤里·瓦西里耶维奇（与夭折的长子同名），德米特罗夫和莫扎伊斯克王公
- （大）安德烈·瓦西里耶维奇，乌格利奇和兹韦尼哥罗德王公
- 谢苗·瓦西里耶维奇，夭折
- 鲍里斯·瓦西里耶维奇，沃洛茨克王公
- （小）安德烈·瓦西里耶维奇，沃洛格达王公
- 安娜·瓦西里耶芙娜，嫁给了梁赞大公瓦西里·伊凡诺维奇

## 资料来源
- 《苏联历史百科全书·人物卷》，1961~1973，中文版196页
- Василий II Васильевич Тёмный （页面存档备份，存于）

| 瓦西里二世 (莫斯科) 留里克王朝出生于：1415年3月10日逝世於：1462年3月27日 | 瓦西里二世 (莫斯科) 留里克王朝出生于：1415年3月10日逝世於：1462年3月27日 | 瓦西里二世 (莫斯科) 留里克王朝出生于：1415年3月10日逝世於：1462年3月27日 |
| 統治者頭銜                                                               | 統治者頭銜                                                               | 統治者頭銜                                                               |
| ------------------------------------------------------------------------ | ------------------------------------------------------------------------ | ------------------------------------------------------------------------ |
| 前任： 瓦西里一世                                                        | 莫斯科大公 1425－1433                                                    | 繼任： 尤里·德米特里耶维奇                                               |
| 前任： 尤里·德米特里耶维奇                                               | 莫斯科大公 1433－1434                                                    | 繼任： 尤里·德米特里耶维奇                                               |
| 前任： 瓦西里·科索伊                                                     | 莫斯科大公 1434－1445                                                    | 繼任： 德米特里·舍米亞卡                                                 |
| 前任： 德米特里·舍米亞卡                                                 | 莫斯科大公 1445－1446                                                    | 繼任： 德米特里·舍米亞卡                                                 |
| 前任： 德米特里·舍米亞卡                                                 | 莫斯科大公 1447－1462                                                    | 繼任： 伊凡三世                                                          |